# Ondas cerebrales

Oscilaciones unicelulares.

Las ondas cerebrales u ondas encefálicas son los patrones repetitivos (oscilatorios) de actividad eléctrica que generan las diferentes estructuras del encéfalo. Estas oscilaciones son de muy baja amplitud, del orden de microvoltios en humanos y no siempre siguen una sinusoide regular.
El análisis de los patrones de ondas, es una gran herramienta de investigación en la Neurofisiología del estado de funcionamiento del encéfalo. 
En la mayoría de las patologías corticales se observan ondas disminuidas.

## Origen
Las ondas del encéfalo están originadas en las diferentes estructuras que lo componen como cerebro, cerebelo, y Núcleos basales.
En estructuras subcorticales, como la corteza cerebelosa o los ganglios basales también se han descrito oscilaciones a distintas frecuencias.
Habitualmente se usa el término «oscilación o actividad oscilatoria» para nombrar a las fluctuaciones rítmicas de los potenciales de un grupo neuronal o de una región cortical en un EEG o en un ECoG.

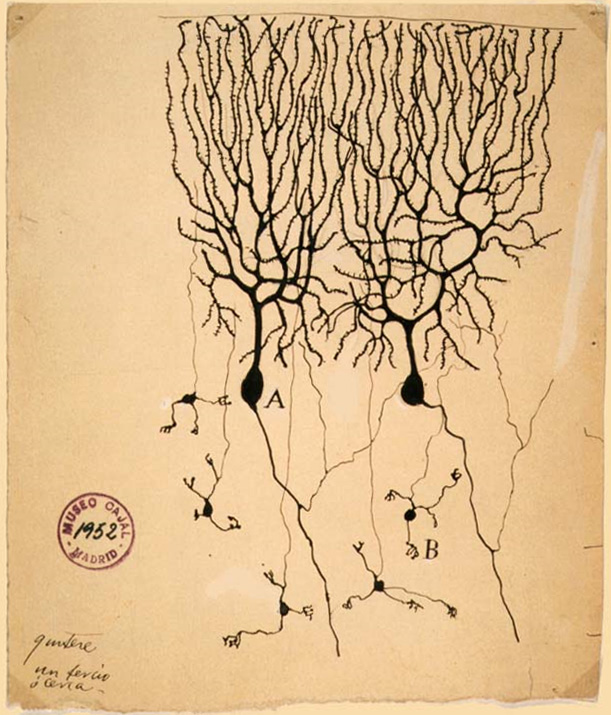
Corteza cerebelar (arriba la superficie). Árbol de dendritas de una neurona de Purkinje. Cajal, 1899.

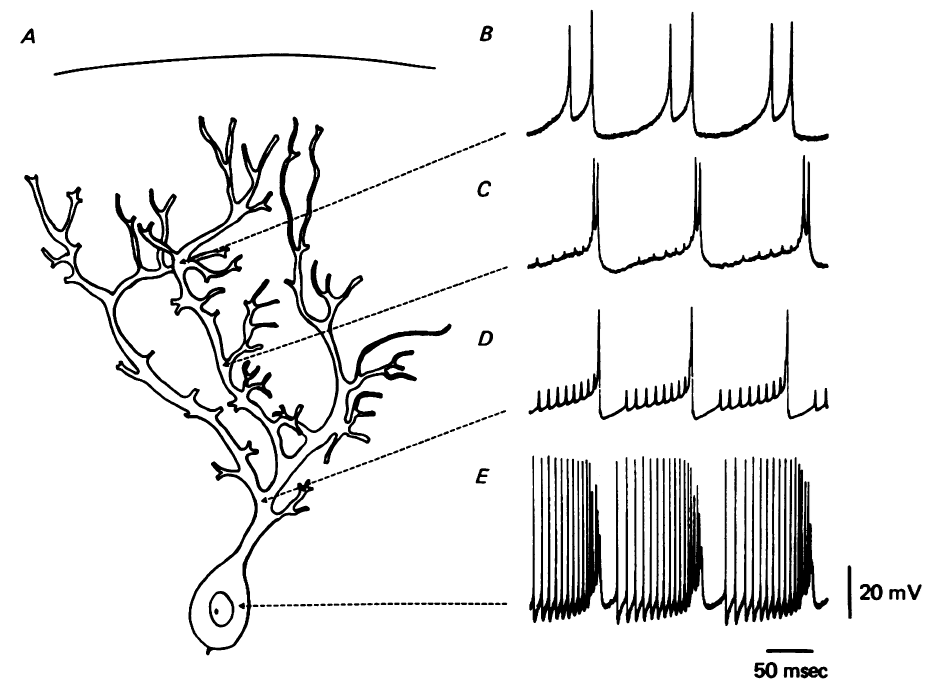
Potenciales eléctricos en el árbol de dendritas de una Neurona de Purkinje.

Un EEG es una sumatoria de potenciales de las dendritas postsinápticas. Estas dendritas de las neuronas corticales forman un agrupamiento de unidades (grupo neuronal o región cortical) con orientación similar y proximidad inmediata, en las capas superficiales de la corteza.
Los estudios de potenciales de acción unicelulares, han sido de importancia para aclarar los mecanismos fisiológicos básicos de la comunicación intercelular, para luego comprender las funciones de integración cerebral. 
La actividad eléctrica que se registra en el EEG es actividad sináptica sincronizada en poblaciones de neuronas corticales, principalmente de las neuronas piramidales que están organizadas en  columnas corticales.

## Detección
La actividad eléctrica del encéfalo se puede detectar de manera directa, sobre su superficie mediante un electrocorticograma (ECoG) o de manera indirecta (externa), a través del cráneo y cuero cabelludo mediante la técnica de electroencefalograma (EEG).
Los patrones detectados son repetitivos (rítmicos), con forma de onda ( oscilatorios) generados espontáneamente y también en respuesta a estímulos.
El EEG consiste en el registro de la actividad de un conjunto de «osciladores» biológicos encefálicos, que generan sus actividades rítmicas en varios rangos de frecuencia. La actividad de cada «oscilador» parece ser habitualmente aleatoria.

## Clasificación
Las ondas de la actividad eléctrica de fondo del encéfalo se detectan mediante la técnica del EEG y se clasificaron por su frecuencia de oscilación como:
- ondas delta (δ) con frecuencia de 1 a 3 Hertz (Hz)
- ondas theta (θ) con frecuencias de 3,1 a 7,9 Hz (RSA por sus siglas en inglés rythmical slow activity)
- ondas alpha (α) o ritmo mu con frecuencia de  8 a 13 Hz
- ondas beta (β) con frecuencias de 14 a 29 Hz
- ondas gamma (γ) con frecuencias de 30 a 100 Hz[6]

## Sueño y vigilia

### Del sueño hacia la vigilia
Cuando una persona se despierta de un sueño profundo y se prepara para levantarse, las frecuencias de sus ondas cerebrales aumentarán, de Delta (δ) pasarán a Theta (θ), luego a Alfa (α), y finalmente a Beta (β).

### Durante el sueño
Durante la etapa 1 del sueño noREM se observa un ritmo θ. La etapa 2 está marcada por la aparición de «husos de sueño» y complejos K ocasionales. En la etapa 3, domina el ritmo δ. La disminución máxima de la velocidad surge en la etapa 4 con las ondas lentas.

El sueño REM se caracteriza por actividad electroencefalográfica de bajo voltaje y alta frecuencia, además de movimientos oculares errantes rápidos (MOR).

## Patología

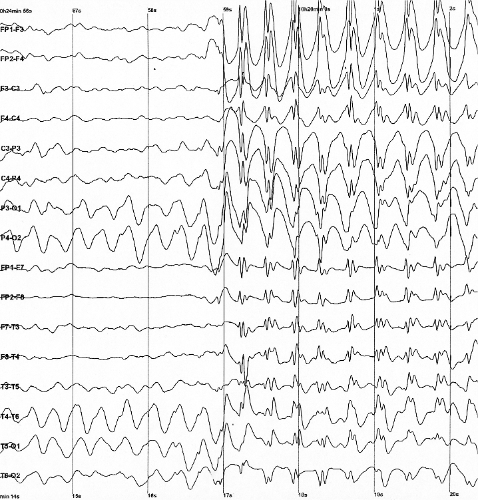
Epilepsia mostrada en un encefalograma.

En la mayoría de las patologías corticales se observan oscilaciones disminuidas. En la esquizofrenia se registró la disminución de la actividad γ gamma, la disminución de la actividad δ delta en casi todas las enfermedades, así como los cambios de frecuencia en alfa y las frecuencias más bajas.
En el trastorno bipolar la actividad α alfa está muy disminuida, pero se observa un gran aumento de la actividad βbeta.
Las «oscilaciones» de frecuencia alfa, beta, gamma, delta y theta están muy modificadas en cerebros patológicos, especialmente en pacientes con deterioro cognitivo.